# Tharybis fultoni
Tharybis fultoni är en kräftdjursart som beskrevs av Mungo Park 1967. Tharybis fultoni ingår i släktet Tharybis och familjen Tharybidae. Inga underarter finns listade i Catalogue of Life.